# Quartier de Belleville

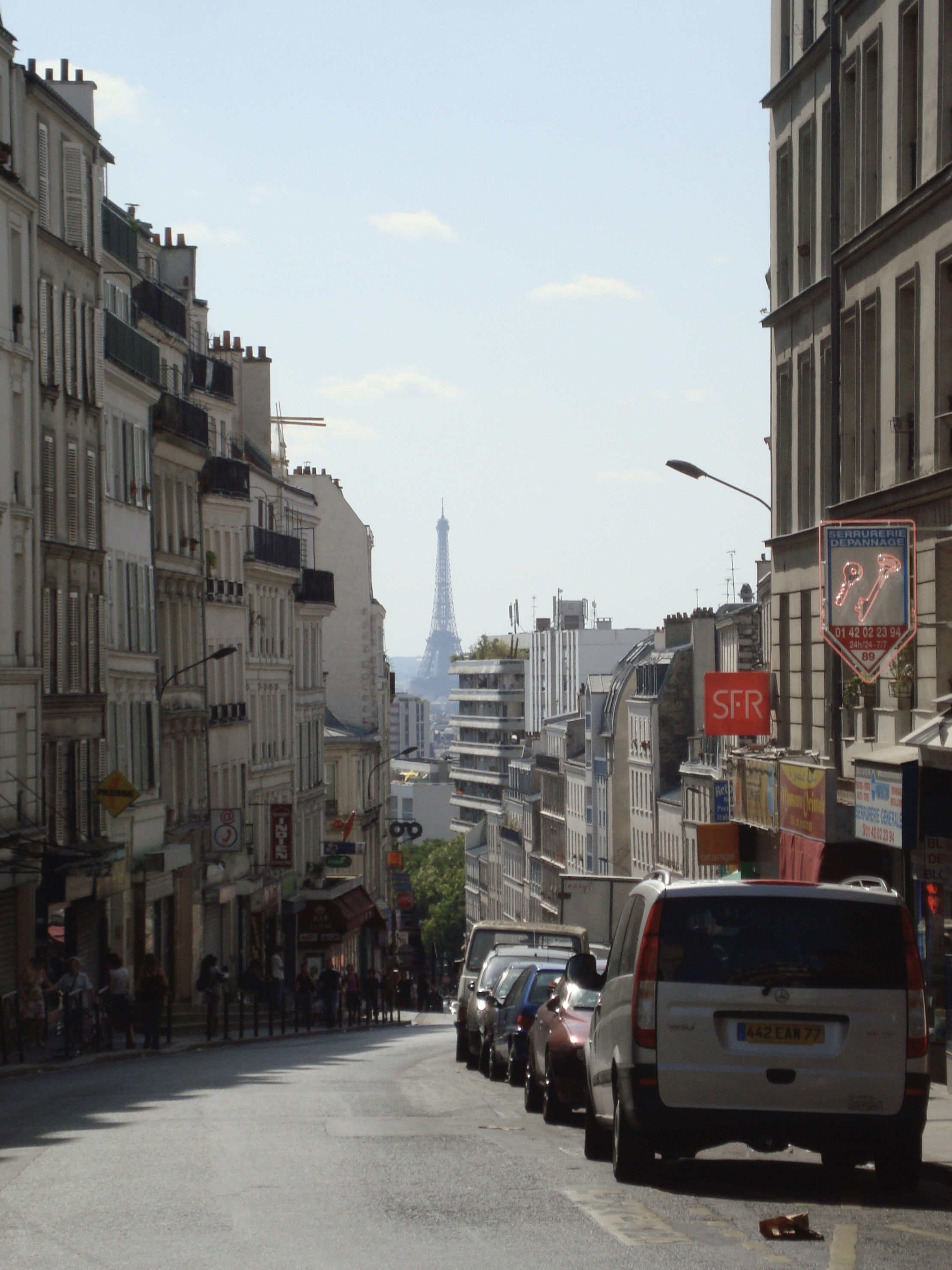
Rue de Belleville tvoří severní hranici čtvrti

Quartier de Belleville (čtvrť Belleville) je 77. administrativní čtvrť v Paříži, která je součástí 20. městského obvodu. Má rozlohu 80,7 ha a ohraničují ji ulice Rue de Ménilmontant na jihu, Boulevard de Belleville na západě, Rue de Belleville na severu a Rue Pixérécourt na východě.

## Historie

Belleville, 2021

Zprávy o osídlení v této oblasti pocházejí již z doby Merovejců, tehdy se ves nazývala Savies. Majetek zde měly některé církevní řády – opatství Saint-Maur, Saint-Magloire nebo Saint-Martin-des-Champs.
Od 13. století mizí název Savies, který je nahrazen jménem Poitronville. Snad podle tehdejšího majitele Poitrona. V 16. století se objevuje současný název: Belleville (neboli Krásná Ves), vždy s upřesněním, aby se odlišil od mnoha jiných míst stejného jména. V 19. století došlo ke změně v urbanismu obce. Rozvoj průmyslu a prudký nárůst počtu obyvatel znamenal výstavbu na předměstích Paříže. Původní vinice nahradila městská zástavba. Proto jsou zde parcely úzké a uspořádané příčně ke svahu. Bydlely zde spíše chudší vrstvy obyvatel. Stavby z této doby byly proto obvykle horší kvality, neboť byly postaveny z levnějšího materiálu. V roce 1860 byla obec Belleville připojena k Paříži. Během první poloviny 20. století již v zahuštěné výstavbě nedochází k dalšímu vývoji.
Rok 1952 znamenal zlom ve vývoji čtvrtě. V tomto roce byl zahájen projekt obnovy zanedbaných městských čtvrtí. První část renovace byla zahájena v letech 1956–1965 a akce „Nouveau Belleville“ (Nový Belleville) byla dokončena roku 1975. Změny ve struktuře čtvrti byly výrazné. Původní zástavba se skládala z budov různých velikostí (3-5 pater), úzkých uliček, dvorků a průchodů. Při sanaci byly celé bloky strženy a nahrazeny zástavbou o 10–15 patrech. Původní parcelace se tak téměř kompletně změnila.
Další program byl zahájen na počátku 70. let. Ten zahrnoval přestavbu dalších dvou částí čtvrtě. Rekonstrukce měla probíhat stejně radikálně jako v předchozím případě, ale v roce 1977 město Paříž rozhodlo o výrazném omezení těchto prací. Nový přístup měl zahrnovat namísto bourání spíše obnovu původního bytového fondu, zajištění nových zelených ploch apod. tak, aby byl uchován původní ráz místa.
Na konci 80. let byl plánován nový rekonstrukční program, v jehož rámci měly proběhnout rozsáhlé demolice. Původní plán se však setkal s velkým odporem. Proto byl v 90. letech předložen nový projekt, méně ambiciózní, avšak i ten se setkal s protesty. Bylo založeno občanské sdružení na obranu čtvrti La Bellevilleuse, které silně kritizovalo způsob rozvoje města. Po sedmi letech sporů v roce 1996 tehdejší pařížský starosta Jean Tiberi rozhodl o přezkoumání projektu. V roce 1998 městská rada odhlasovala nový projekt, ve kterém bylo ponecháno 80% budov. Nové stavby (sloužící pouze k sociálnímu bydlení) budou v souladu s původní zástavbou. Staré stavby budou opraveny.
Uplynulý vývoj dnes vytváří velké kontrasty mezi mohutnými budovami z betonu a původní zástavbou, která je tvořena malými obytnými domy s četnými obchody, uličkami a průchody, upomínající na původní složení obyvatelstva.

## Obyvatelstvo čtvrti
V 19. století byl Belleville chudou dělnickou čtvrtí. Bylo zde mnoho dílen a malých továren vyrábějící obuv, oděvy, kožené zboží, obráběcí stroje aj. Po skončení první světové války se zde začali usazovat židovští imigranti z Polska, Arménie a střední Evropy. Po rozsáhlých deportacích organizovaných gestapem v roce 1942 se některé zdejší ulice téměř vylidnily. Od 50. let přicházely nové přistěhovalecké vlny, byli to především židé z Tuniska a v 60. letech židé z celého Maghrebu. V 80. letech se zde navíc vytvořila i velká asijská komunita, takže zde existuje mnoho exotických restaurací a obchodů s čínskými výrobky.

## Belleville v kultuře
K nejznámějším osobnostem, které se narodily a žily v Belleville, patří Édith Piaf a Maurice Chevalier. Ve čtvrti se odehrává francouzský film Superprohnilí z roku 2003.

## Vývoj počtu obyvatel
| Rok sčítání | Počet obyvatel | Hustota zalidnění (ob./km²) |
| ----------- | -------------- | --------------------------- |
| 1954        | 49 857         | 61 781                      |
| 1962        | 44 989         | 55 748                      |
| 1968        | 42 109         | 52 180                      |
| 1975        | 37 775         | 46 809                      |
| 1982        | 34 304         | 42 508                      |
| 1990        | 35 529         | 44 026                      |
| 1999        | 35 773         | 44 328                      |